# Higinio Marín
Higinio Marín Escavy (Calasparra, 19 ottobre 1993) è un calciatore spagnolo, attaccante dell'Albacete.

## Carriera
Nato a Calasparra, in Murcia, ha iniziato a giocare nelle giovanili del Real Murcia, dove per la stagione 2011-2012, è stato integrato nella rosa della seconda squadra, militante in Tercera División. Il 15 settembre 2012 ha debuttato tra i professionisti, subentrando dalla panchina nel pareggio casalingo per 2-2 contro il Mirandés, incontro valido per il campionato di Segunda División.
Il 2 luglio 2014 ha firmato con la Leonesa, in Segunda División B. Due mesi dopo, tuttavia, si è accasato a La Hoya Lorca, altro club della terza divisione spagnola.
In seguito ha giocato nell'UCAM Murcia e nel Real Valladolid B, sempre in terza divisione, realizzando 13 gol durante la stagione 2016-2017. Il 20 giugno 2017 ha firmato con il Numancia, in seconda divisione.

## Statistiche

### Presenze e reti nei club
Statistiche aggiornate al 28 novembre 2021.
| Stagione                 | Squadra                  | Campionato               | Campionato | Campionato | Coppe nazionali | Coppe nazionali | Coppe nazionali | Coppe continentali | Coppe continentali | Coppe continentali | Altre coppe | Altre coppe | Altre coppe | Totale | Totale |
| Stagione                 | Squadra                  | Comp                     | Pres       | Reti       | Comp            | Pres            | Reti            | Comp               | Pres               | Reti               | Comp        | Pres        | Reti        | Pres   | Reti   |
| ------------------------ | ------------------------ | ------------------------ | ---------- | ---------- | --------------- | --------------- | --------------- | ------------------ | ------------------ | ------------------ | ----------- | ----------- | ----------- | ------ | ------ |
| set. 2012                | Real Murcia              | SD                       | 1          | 0          |                 | -               | -               |                    | -                  | -                  |             | -           | -           | 1      | 0      |
| set. 2014-2015           | La Hoya Lorca            | SDB                      | 24         | 3          |                 | -               | -               |                    | -                  | -                  |             | -           | -           | 24     | 3      |
| 2015-gen. 2016           | UCAM Murcia              | SDB                      | 5          | 0          | CR              | 2               | 1               |                    | -                  | -                  |             | -           | -           | 7      | 1      |
| gen.-giu. 2016           | Real Valladolid B        | SDB                      | 14         | 5          |                 | -               | -               |                    | -                  | -                  |             | -           | -           | 14     | 5      |
| 2016-2017                | Real Valladolid B        | SDB                      | 31         | 13         |                 | -               | -               |                    | -                  | -                  |             | -           | -           | 31     | 13     |
| Totale Real Valladolid B | Totale Real Valladolid B | Totale Real Valladolid B | 45         | 18         |                 | -               | -               |                    | -                  | -                  |             | -           | -           | 45     | 18     |
| 2017-2018                | Numancia                 | SD                       | 29         | 6          | CR              | 5               | 1               |                    | -                  | -                  |             | -           | -           | 34     | 7      |
| 2018-2019                | Numancia                 | SD                       | 28         | 2          | CR              | 1               | 0               |                    | -                  | -                  |             | -           | -           | 29     | 2      |
| 2019-2020                | Numancia                 | SD                       | 38         | 10         | CR              | 0               | 0               |                    | -                  | -                  |             | -           | -           | 38     | 10     |
| Totale Numancia          | Totale Numancia          | Totale Numancia          | 95         | 18         |                 | 6               | 1               |                    | -                  | -                  |             | -           | -           | 101    | 19     |
| 2020-2021                | Ludogorec                | 1L                       | 8          | 4          | CB              | 0               | 0               | UCL+UEL            | 2+2                | 1+2                |             | -           | -           | 12     | 7      |
| 2021-feb. 2022           | Ludogorec                | 1L                       | 10         | 0          | CB              | 2               | 2               | UCL+UEL            | 0                  | 0                  | SB          | 0           | 0           | 12     | 2      |
| feb.-giu. 2022           | Górnik Zabrze            | EK                       | 7          | 3          | CP              | -               | -               |                    | -                  | -                  |             | -           | -           | 7      | 3      |
| Totale carriera          | Totale carriera          | Totale carriera          | 195        | 46         |                 | 10              | 4               |                    | 4                  | 3                  |             | 0           | 0           | 209    | 53     |

## Palmarès

### Club

#### Competizioni nazionali
- Campionato bulgaro: 1

Ludogorec: 2020-2021
- Supercoppa di Bulgaria: 1

Ludogorec: 2021